# Lentula obtusifrons
Lentula obtusifrons är en insektsart som beskrevs av Carl Stål 1878. Lentula obtusifrons ingår i släktet Lentula och familjen Lentulidae. Inga underarter finns listade i Catalogue of Life.